# Евладія Славчева-Стефанова
Евладія Славчева-Стефанова (25 лютого 1962) — болгарська баскетболістка.
Учасниця Олімпійських Ігор 1980, 1988 років.
Срібна призерка Олімпійських ігор 1980 року.